# Marianów (Lublin)
Pour les articles homonymes, voir Marianów.
Marianów (prononciation : [maˈrjanuf]) est un village polonais de la gmina de Wojcieszków dans le powiat de Łuków de la voïvodie de Lublin dans l'est de la Pologne.
Il se situe à environ 5 kilomètres à l'est de Wojcieszków (siège de la gmina), 18 kilomètres au sud de Łuków (siège du powiat) et 59 kilomètres au nord de Lublin (capitale de la voïvodie).
Le village comptait approximativement une population de 176 habitants en 2007.

## Histoire
De 1975 à 1998, le village est attaché administrativement à l'ancienne voïvodie de Siedlce.

Depuis 1999, il fait partie de la nouvelle voïvodie de Lublin.